# Robert De Niro
Robert Anthony De Niro (Nueva York, 17 de agosto de 1943) es un actor estadounidense, ganador de dos Premios Óscar por su actuación en las películas El padrino: Parte II (1974) como un joven Vito Corleone y Toro salvaje (1980) como Jake LaMotta. Es ampliamente conocido por sus papeles de gánster y de personajes conflictivos y turbulentos, destacando sus múltiples colaboraciones con el director Martin Scorsese y por sus primeros trabajos con el director Brian De Palma.
Durante su carrera ha interpretado a personajes de toda clase de géneros, así como de terror, drama e incluso de comedia. Entre sus interpretaciones ha compartido un dúo colaborativo con el director Martin Scorsese en diez ocasiones: Mean Streets (1973), Taxi Driver (1976), New York, New York (1977), Toro salvaje (1980), El rey de la comedia (1982), Goodfellas (1990), Cape Fear (1991), Casino (1995), El irlandés (2019) y Los asesinos de la luna (2023); en todas destacó su actuación de «Método».[cita requerida] Entre otras, también están sus intervenciones en El padrino II (1974), The Deer Hunter (1978), Érase una vez en América (1984), The Untouchabales (1987), Despertares (1990), Heat (1995) y Joker (2019).

## Biografía
Robert Anthony De Niro nació en el distrito de Manhattan de la ciudad de Nueva York el 17 de agosto de 1943, el hijo único de los pintores Virginia Admiral y Robert De Niro Sr. Su padre era de ascendencia irlandesa e italiana, y su madre tenía ascendencia holandesa, inglesa, francesa y alemana. Sus bisabuelos italianos, Giovanni Di Niro y Angelina Mercurio, emigraron de Ferrazzano, provincia de Campobasso, Molise. Tres de sus cuatro abuelos tenían ascendencia irlandesa; parte de sus ancestros se embarcaron hacia Estados Unidos durante la Gran hambruna irlandesa.
Sus padres, quienes se conocieron en clases de pintura de Hans Hofmann en Provincetown, Massachusetts, se divorciaron cuando él tenía tres años de edad después de que su padre dio a conocer que era homosexual. De Niro fue criado por su madre en Little Italy, barrio de Manhattan, y en Greenwich Village. Su padre vivía a algunas manzanas de distancia; y también pasaba mucho tiempo con él. Asistió a PS 41, una escuela primaria pública de Manhattan, hasta el sexto curso, y después fue a la privada Elisabeth Irwin High School en séptimo y octavo curso. Fue aceptado en el Instituto de Música y Arte para el noveno curso, pero solo asistió durante un corto periodo y luego fue transferido a un instituto público. Comenzó la secundaria en la privada McBurney School, y más tarde asistió a la Rhodes Preparatory School, pero no se graduó. En su juventud recibió el apodo de «Bobby Milk» (Bobby leche) debido a su tez pálida, el joven De Niro pasaba el tiempo con un grupo de chicos en la calle en Little Italy, y con algunos de ellos continuó la amistad durante mucho tiempo. Los indicios de su carrera se vieron en su debut en una obra a los diez años, interpretando al León Cobarde en una producción escolar de El mago de Oz. Además de encontrar alivio a su timidez mediante la actuación, De Niro también estaba interesado en las películas, y abandonó la secundaria a los 16 años para dedicarse a la actuación. De Niro estudió actuación en el Stella Adler Studio of Acting y en Actors Studio de Lee Strasberg.

## Carrera cinematográfica
Con veinte años de edad, en 1963, De Niro hace su primera intervención cinematográfica junto al director Brian De Palma en la película The Wedding Party, que también suponía la primera película de De Palma como director. La película, que no se estrenó hasta 1969, fue un proyecto de la Sarah Lawrence College, donde De Palma estudiaba cine. Esta sería la primera colaboración con De Palma, con el que De Niro entablaría una gran amistad. Durante los años 1960, hizo varios trabajos en el teatro y en 1965 trabaja como extra en la película francesa Trois Chambres À Manhattan. En 1968, volvió a ser contratado por Brian De Palma e hizo su debut en el cine con la película Saludos. En 1969 también participó en otra película de De Palma, Hola, mamá, donde De Niro repite el personaje que había interpretado en Saludos.
A De Palma le encantaban las contribuciones que De Niro hizo junto a él en sus películas, y entonces el director sería el encargado de presentar a los demás directores a De Niro como un gran actor. Entonces gracias a su amistad con De Palma logró en el año 1973 obtener un papel en las películas Muerte de un jugador, con el que ganaría cierta popularidad, y en Mean Streets, de Martin Scorsese, con quien empezó una prolífica colaboración.
De Niro y Scorsese también cosecharon una buena relación, con la que darían fruto películas como Taxi Driver (1976), New York, New York (1977), Toro salvaje (1980), El rey de la comedia (1983), Goodfellas (1990), Cape Fear (1991) y Casino (1995). En la mayoría de estas películas, De Niro interpretó personajes emocionalmente inestables con tendencias sociopáticas. Taxi Driver es particularmente importante, pues su actuación del personaje de Travis Bickle le valió la fama mundial, y unió para siempre el nombre de De Niro con el famoso monólogo «You talkin' to me?».

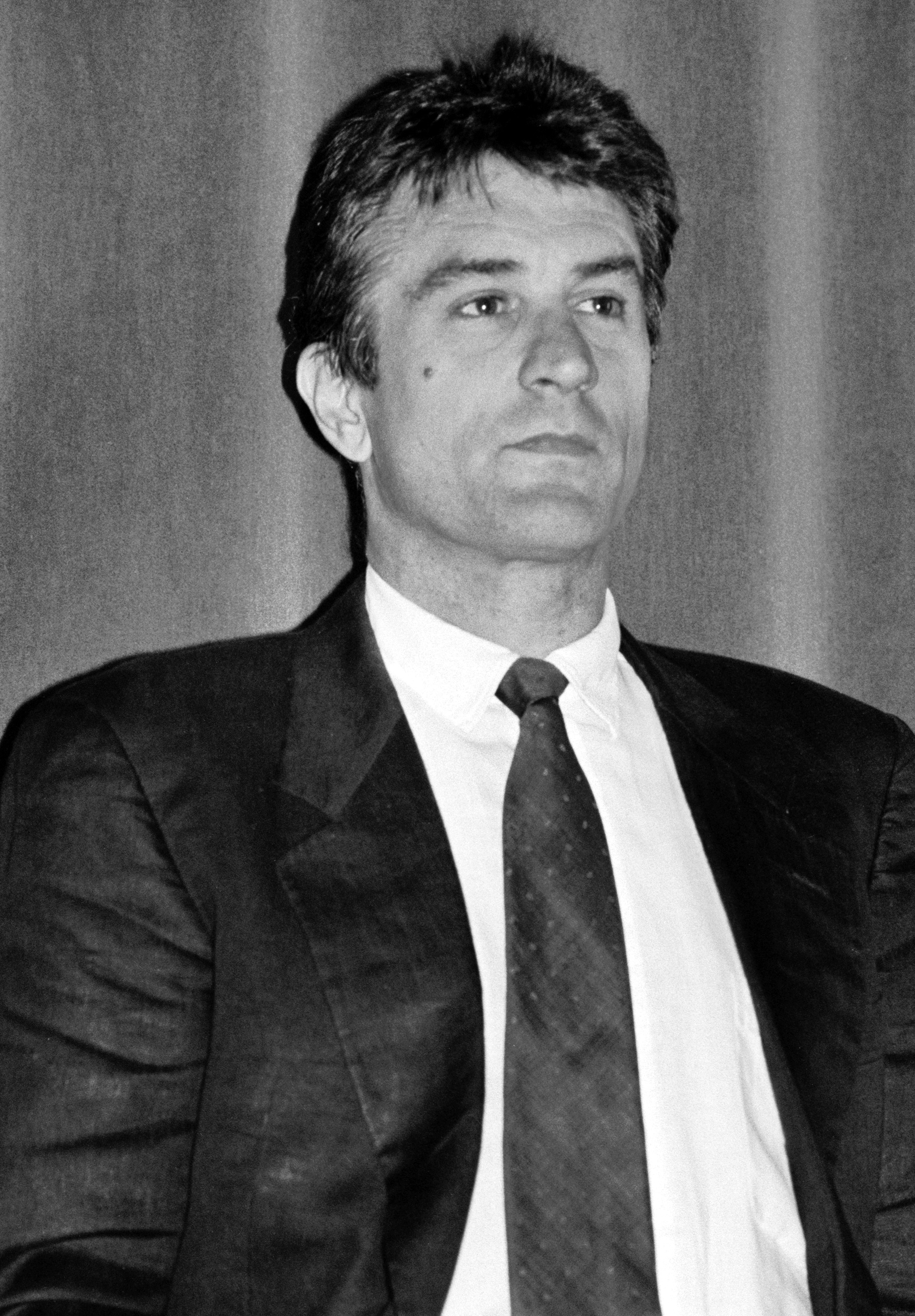
Robert de Niro en 1988.

En 1974, De Niro participa en El padrino II, dirigida por Francis Coppola, en el papel del joven Don Vito Corleone. En la primera entrega este personaje fue interpretado por Marlon Brando y de hecho se negoció con el actor para que volviese a interpretar el papel en la segunda parte, pero debido a que tenía problemas con la productora, rechazó el papel. Su actuación le dio su primer Óscar al mejor actor de reparto. Curiosamente De Niro había audicionado para el papel de Sonny Corleone, papel tomado por el actor James Caan.
En 1976, De Niro aparece junto con Gérard Depardieu en la película de Bernardo Bertolucci, Novecento. En 1978, interpreta a Michael Vronsky, en el aclamado film sobre la guerra de Vietnam, The Deer Hunter. Otra notable actuación fue en el papel del gánster judío David Aaronson en la película Érase una vez en América de Sergio Leone. En 1980, estrenó Toro salvaje; su papel de Jake La Motta en esta película le valió el Óscar al mejor actor.

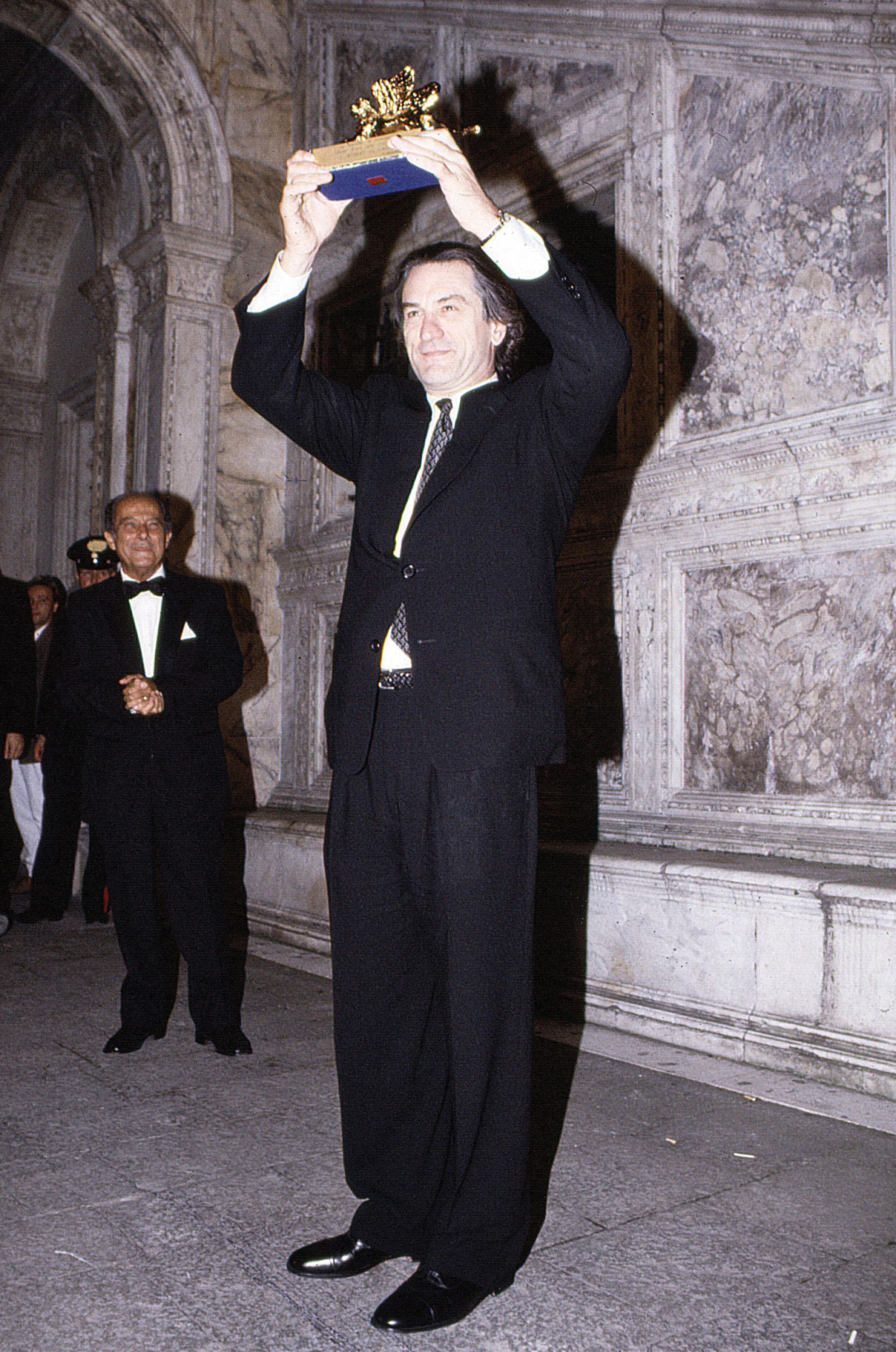
Robert De Niro en 1993.

Temiendo encasillarse en este tipo de personajes duros y conflictivos,[cita requerida] De Niro empieza a hacer trabajos diferentes y ocasionalmente papeles de comedia, con películas como Huida a medianoche (1988), La cortina de humo (1997), Analyze This (1999), Meet the Parents (2000) y Meet the Fockers (2004).

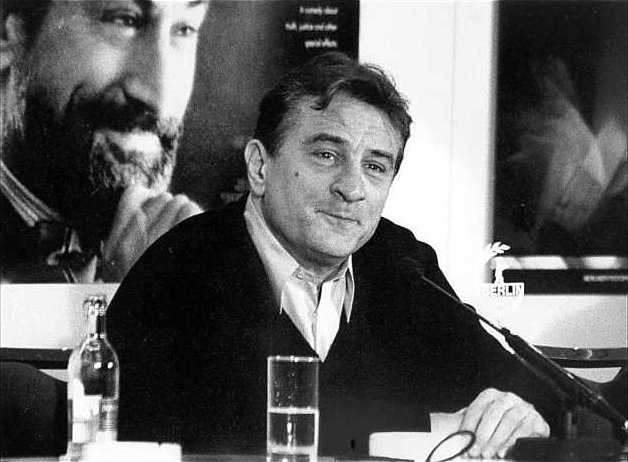
Robert de Niro en el Festival de Berlín de 1998.

Otras de sus películas son: Enamorarse (1984), La misión (1986), El corazón del ángel (1987), Despertares (1990), Mary Shelley's Frankenstein (1994), Sleepers (1996) y Ronin (1998). En 1993, actuó en This Boy's Life, con el aquel entonces actor infantil Leonardo DiCaprio y la actriz Ellen Barkin. Alrededor de este tiempo, se le ofreció el papel de Mitch Leary en En la línea de fuego frente a Clint Eastwood, De Niro rechazó el papel y quedó en manos de John Malkovich (quien recibió una nominación al Óscar por este papel), debido al compromiso de dirigir su primera película, A Bronx Tale. Ese mismo año recibe el León de Oro especial del Festival de Venecia, por los méritos obtenidos a largo de su carrera cinematográfica.
En 1995, De Niro coprotagonizó en la cinta de acción policial de Michael Mann, Heat, junto a Al Pacino. El dúo atrajo la atención de los medios, ya que el talento y renombre de ambos ha sido comparado a lo largo de sus carreras. Aunque ambos, Pacino y De Niro protagonizaron El padrino II, en aquel entonces nunca compartieron tiempo de pantalla y en Heat fueron escasas las escenas que interpretaron juntos, fomentando el falso rumor de una rivalidad profesional y personal entre ambos iconos del cine.
Volvió a unirse a Harvey Keitel y Ray Liotta, pero en esta ocasión junto con Sylvester Stallone en el drama criminal Cop Land (1997). De Niro desempeñó un papel secundario, dejando los principales a Stallone, Keitel y Liotta. En 1996, interpretó a Gil Renard, un fanático loco en The Fan.

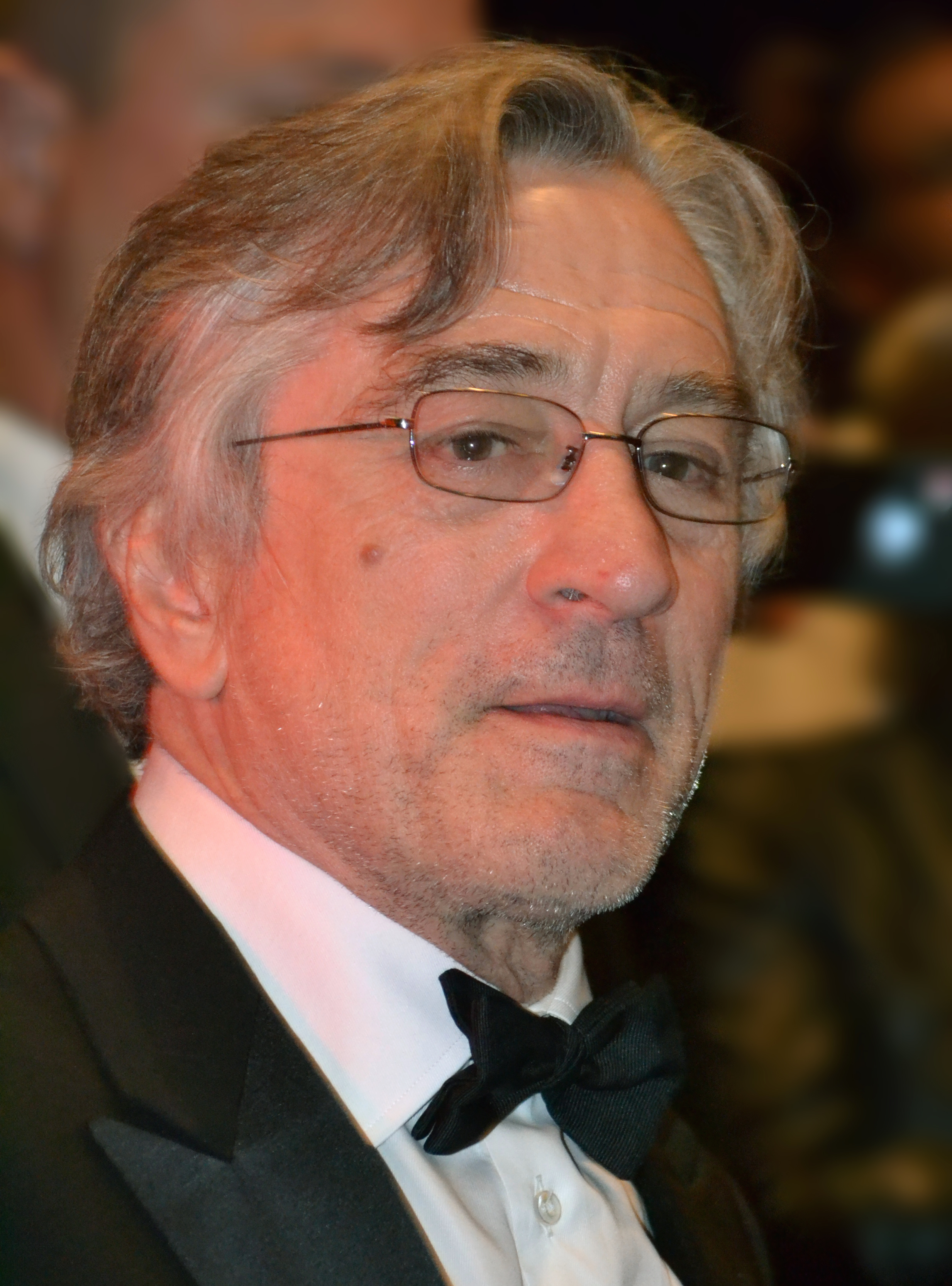
Robert De Niro en 2011.

En 2000, interpretó a Leslie William «Billy» Sunday, un suboficial de la Armada de los Estados Unidos en Hombres de honor. En 2004, De Niro prestó su voz para interpretar a Don Lino, el villano en la película de animación El espantatiburones, junto a Will Smith. También repitió su papel de Jack Byrnes en Meet the Fockers, y apareció en Stardust. Todas las películas aunque tuvieron moderado éxito en la taquilla, De Niro recibió críticas mixtas y fue denostado por la crítica que argumentaba que el actor había dejado de aparecer en cintas de contenido dramático y de dar las notables interpretaciones como las del pasado, inclusive fue juzgado de descuidar el material en que aparecía. Cuando se encontraba haciendo promoción para El espantatiburones, De Niro dijo que era su primera experiencia prestando su voz para un film animado y recalcó que fue un momento agradable en su carrera.
De Niro tuvo que rechazar un papel en The Departed (Martin Sheen tomó el papel en su lugar) debido a los compromisos con la preparación de El buen pastor. Al respecto mencionó: «Yo quería. Me gustaría haber podido, pero estaba preparando tanto El buen pastor que no tuve el tiempo necesario. Estaba tratando de hacerlo de alguna forma mientras preparaba la cinta. Simplemente no fue posible».
En 2007 volvió a trabajar como director en la cinta El buen pastor, protagonizada por Matt Damon junto con Angelina Jolie. La película también le reunió en pantalla con Joe Pesci, con quien había colaborado en Toro salvaje, Goodfellas, A Bronx Tale, Érase una vez en América y Casino.

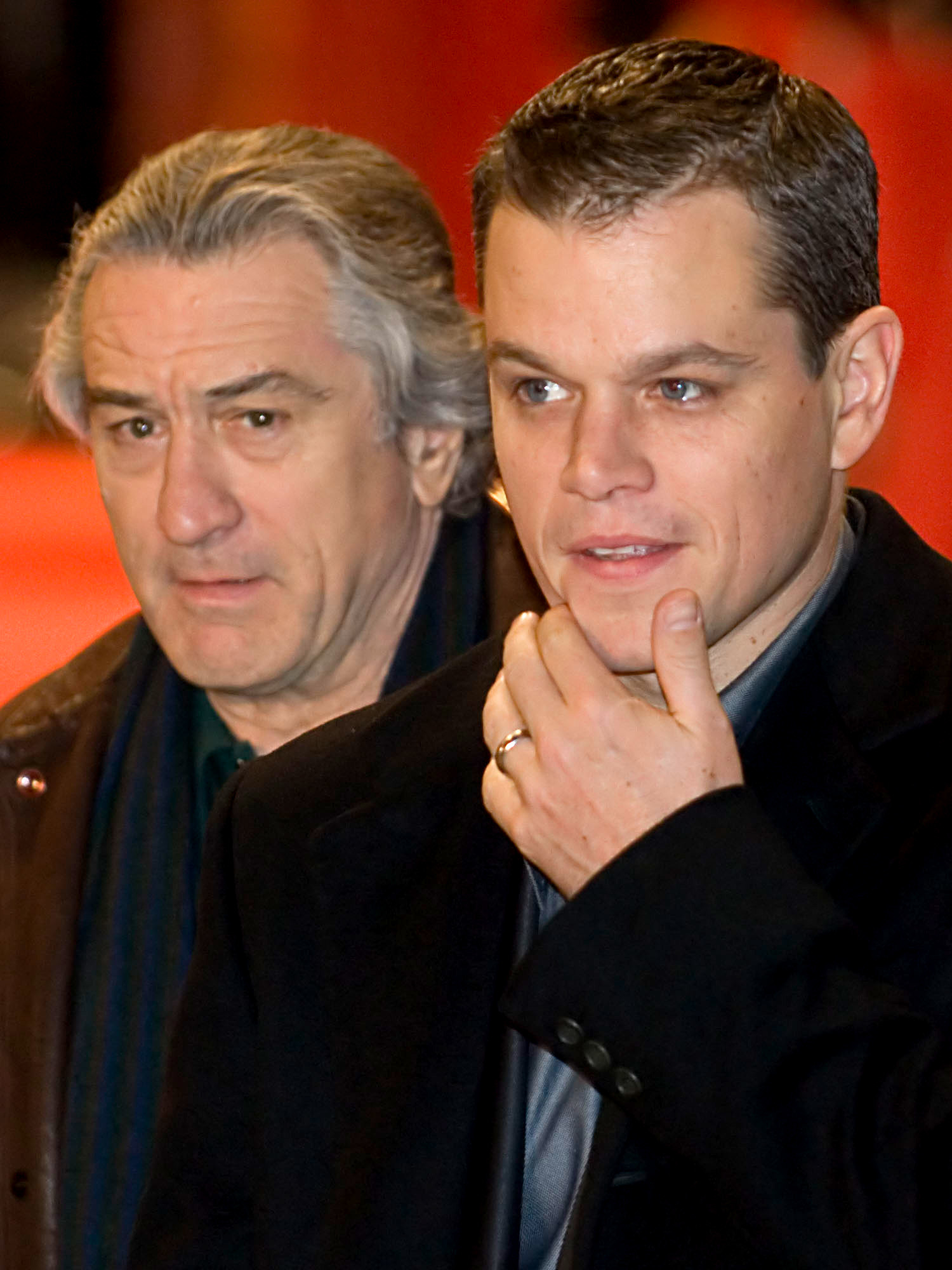
Damon y De Niro en Berlín en febrero de 2007 por la premier de El buen pastor.

En 2008 se estrenó el filme policiaco titulado Righteous Kill en el que actúa junto a Al Pacino. Al año siguiente, estelarizó el drama Todos están bien, junto a Drew Barrymore y Kate Beckinsale, la cinta es un remake del clásico de 1990 Stanno tutti bene de Giuseppe Tornatore. En 2010, aparece en la cinta de acción Machete de Robert Rodriguez junto a un elenco encabezado por Danny Trejo, Michelle Rodríguez, Jessica Alba y Steven Seagal; aparece en Little Fockers, otra secuela de Meet the Parents y en el thriller Stone con Milla Jovovich y Edward Norton.
En 2011, De Niro aparece en la cinta de acción Killer Elite junto a Jason Statham y Clive Owen, en la adaptación de la novela Limitless junto a Bradley Cooper, y en New Year's Eve una comedia romántica dirigida por Garry Marshall. Más de tres décadas después de la cinta Novecento de Bernardo Bertolucci, De Niro estelariza en uno de los tres episodios de la cinta italiana Manuale d'amore 3, con Monica Bellucci, dirigida por el italiano Giovanni Veronesi.
A partir de 2012, De Niro aparece en las cintas Silver Linings Playbook, Freelancers, Red Lights, Being Flynn, The Big Wedding, Killing Season, The Family, Last Vegas, Grudge Match y The Bag Man. Recibió una nominación al Óscar por Silver Linings Playbook. En Killing Season comparte pantalla por primera vez con John Travolta. En la comedia de boxeo Grudge Match, De Niro se reúne con Sylvester Stallone, bajo la dirección de Peter Segal. Posteriormente apareció en American Hustle, The Intern, Joy, Dirty Grandpa, Manos de piedra, The Comedian y Wizard of Lies.

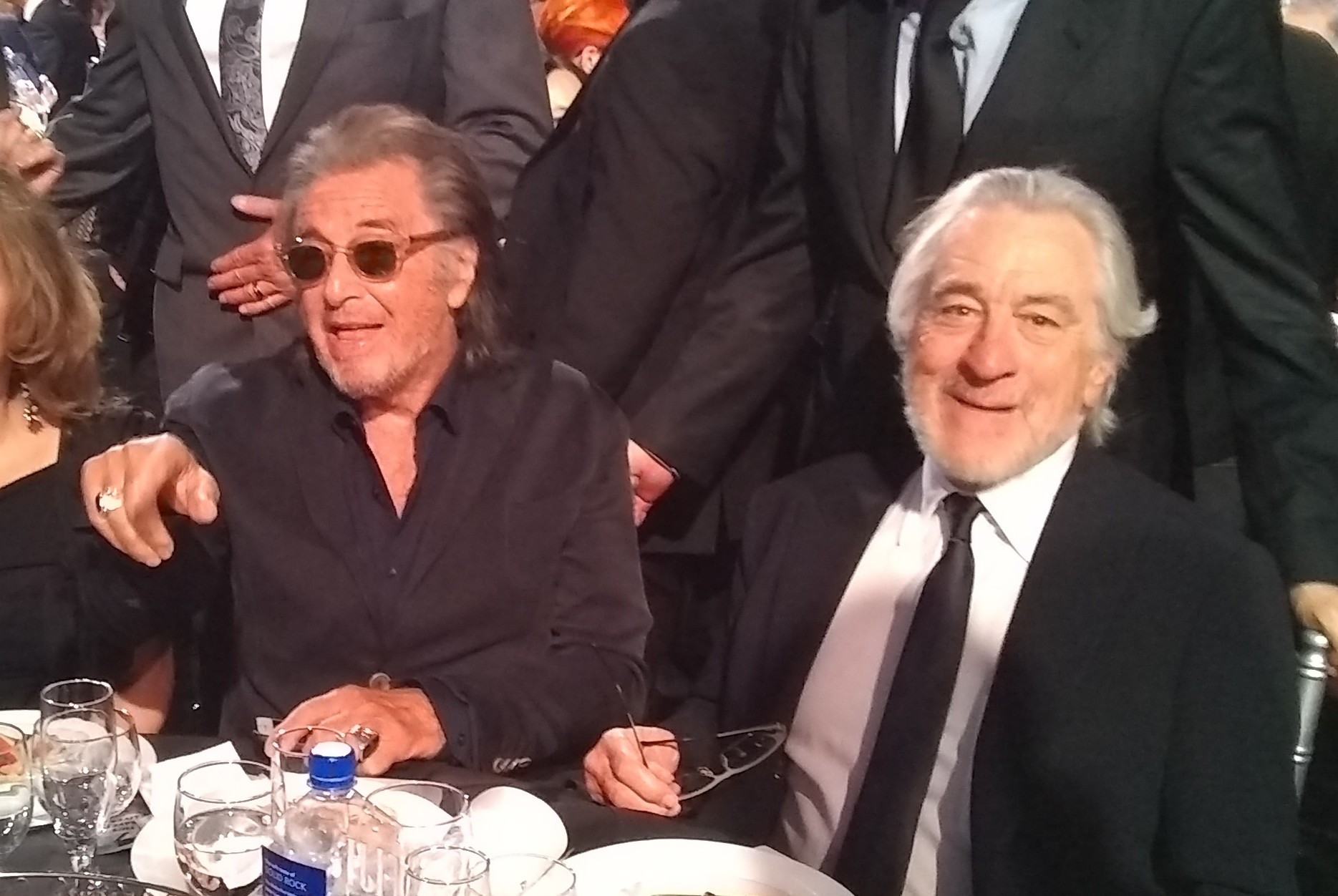
Al Pacino y De Niro durante la entrega de los Premios de la Crítica Cinematográfica de 2019.

Para El irlandés, De Niro se reunió con el director Martin Scorsese más de veinte años después de su última colaboración. Interpreta al asesino a sueldo Frank Sheeran, junto a un elenco integrado por Al Pacino y Joe Pesci. La cinta se estrenó por Netflix en 2019.

El 7 de abril de 2025 se anunció que le concederían la Palma de Oro honorífica en Cannes en reconocimiento a su trayectoria profesional.

### Método
En sus mejores épocas, De Niro era reconocido por su compromiso en la interpretación de los papeles, por su técnica metódica de actuación y por el intenso estudio de los antecedentes o rasgos físicos y psicológicos de los personajes a interpretar.[cita requerida]
A pesar de ser zurdo, siempre escribe o realiza distintas actividades con la mano derecha cuando el personaje que encarna es diestro.[cita requerida] Aumentó veintisiete kilos de peso y aprendió a boxear para interpretar a Jake La Motta en Toro salvaje. Pasó cuatro meses en Sicilia aprendiendo a hablar siciliano para interpretar a Don Vito Corleone en El padrino II, ya que parte de los diálogos que su personaje habla en la película son en esa lengua. Aprendió a tocar el saxofón para New York, New York. Se hizo entradas en el cabello y aumentó varios kilos para interpretar a Al Capone en Los intocables de Eliot Ness. Aprendió el acento sureño y pagó 5000 dólares a un dentista para que le descolocase sus dientes para su papel como Max Cady en Cape Fear, aunque más tarde volvió a pagar al mismo dentista 25 000 dólares para que se los arreglase una vez acabada la producción de la película.[cita requerida]

## Vida privada
De Niro se casó con su primera esposa, Diahnne Abbott, en 1976. Ambos tienen un hijo llamado Raphael. De Niro adoptó además a la hija de Abbott nacida de un matrimonio anterior llamada Drena, quien también se dedica a la actuación. Su matrimonio con Diahnne finalizó en 1988.
De su relación con la modelo Toukie Smith tiene dos hijos gemelos, Julian Henry y Aaron Kendrick.

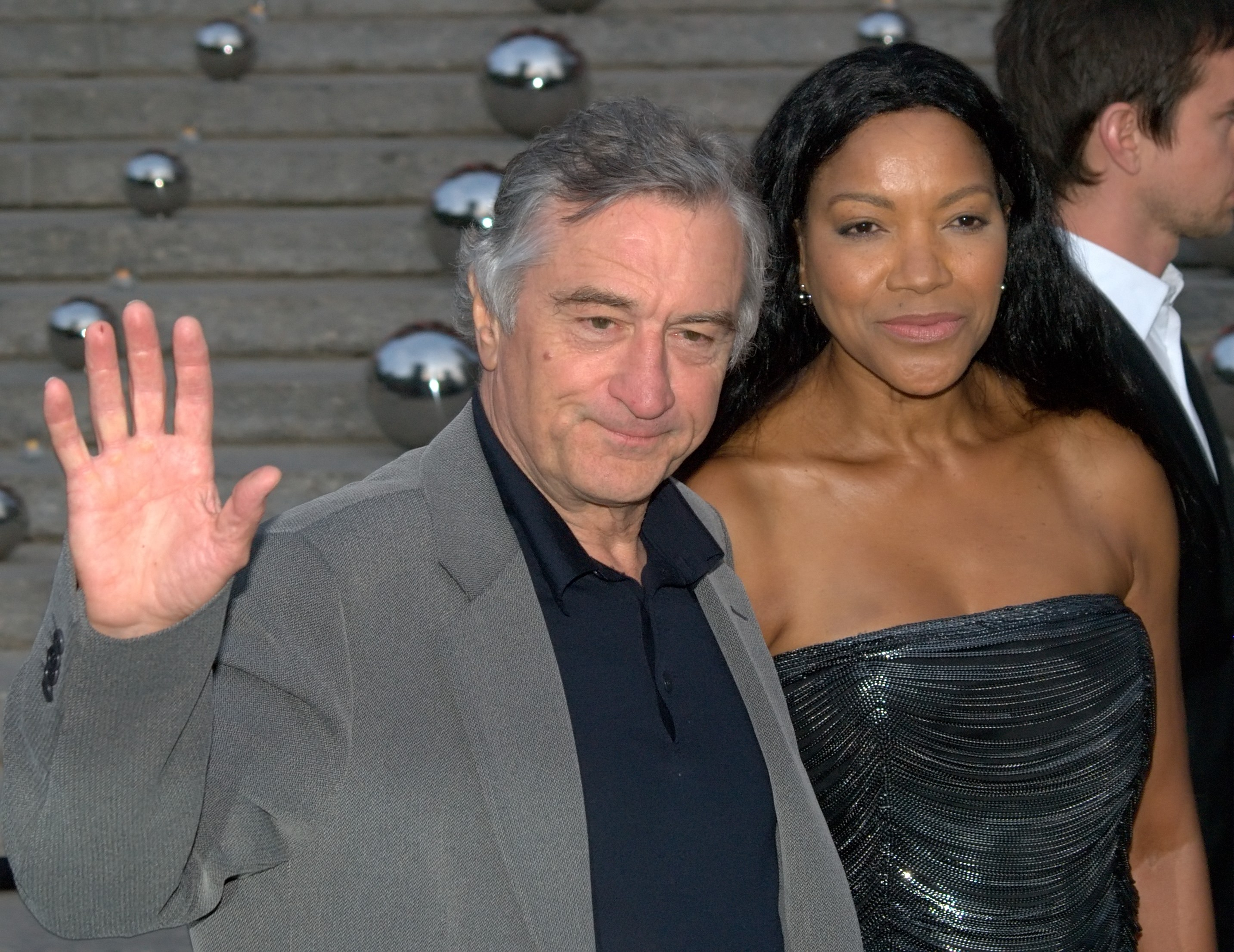
De Niro con su esposa, Grace Hightower en 2010.

A finales de los años 1980 De Niro comenzó a invertir en el área de TriBeCa en Nueva York, incluyendo el estudio de cine TriBeCa Productions y el festival de cine TriBeCa Film Festival.
A finales del 1997, De Niro se casó con su segunda mujer, Grace Hightower, una antigua azafata diez años más joven. Tuvieron un hijo, Elliot, en 1998. La pareja solicitó el divorcio por diversas disputas, sin embargo, el divorcio nunca fue realizado y en 2004 se renovaron sus votos. En diciembre de 2011, Hightower y De Niro tuvieron una hija, Helen Grace, por vientre de alquiler. Su matrimonio finalizó en 2018. En mayo de 2023 desveló que había sido padre por séptima vez.
De Niro apoya firmemente al Partido Demócrata, y explícitamente prestó apoyo financiero a Al Gore en las elecciones presidenciales del año 2000, y a John Kerry en las de 2004. En 1998, como amigo personal de la familia Clinton, se pronunció en contra del proceso de destitución del presidente Bill Clinton.
En 1998, un artículo del periódico británico The Independent reveló que De Niro aparecía entre los usuarios de una agencia de chicas de compañía de Francia que se dedicaba a atraer adolescentes para ejercer la prostitución, habiéndoles prometido carreras en el mundo de la moda o la actuación.
En 2003 le diagnostican cáncer de próstata. Este hecho le llevó a pasar por los quirófanos, pues optó por someterse a una cirugía. Su padre murió en 1993 a los setenta y un años de edad, víctima de cáncer, y desde entonces se somete constantemente a chequeos médicos.
De Niro reside desde hace mucho tiempo en la ciudad de Nueva York y ha estado invirtiendo en el vecindario de Tribeca en Manhattan desde 1989. Tiene propiedades en los lados este y oeste de Manhattan. También tiene una finca de 32 hectáreas (78 acres) en Gardiner, Nueva York, que le sirve como su residencia principal.
En 2006, De Niro recibió la ciudadanía italiana, a pesar de la oposición de la Orden Hijos de Italia en América, quienes creen que De Niro dañó la imagen pública de los italianos al retratar a criminales.
En marzo de 2016, De Niro revela a la prensa que su hijo Elliot de 18 años tiene autismo. Declara que si bien mantiene su vida privada lejos de la mirada pública, ha comentado que da a conocer esto por el bien de su hijo y de otras personas con esta patología.
De Niro ha expresado su apoyo al Estado de Israel. Durante una conferencia de Jerusalén en 2013, elogió al pueblo israelí calificándolo como «energético», «sincero» y «muy inteligente», y agregó: «Respeto esa agresividad porque la necesitas en su situación». Al año siguiente se negó a participar de un boicot a Israel. De Niro es cofundador de la cadena de hoteles y restaurantes Nobu Hospitality LLC, que en 2018 abrió el Nobu Hotel Tel Aviv en dicha ciudad israelí.
En octubre de 2019, una exempleada suya, Graham Chase Robinson, demandó a De Niro por acoso y sexismo mientras trabajaba en la compañía productora del actor. Robinson afirmó que De Niro le hizo comentarios «cargados sexualmente» y la sometió a «contacto físico no deseado» mientras trabajaba para él. Después de que Robinson intentase renunciar a su empleo en la compañía de De Niro, según ella, este amenazó con dificultar el futuro de su carrera para forzarla a permanecer en su posición. En noviembre de 2023, se ordenó a su productora pagarle 1.2 millones de dólares en concepto de daños y perjuicios.
Leandro, nieto suyo, falleció el 2 de julio de 2023 a los diecinueve años de edad, debido a una sobredosis de pastillas mezcladas con fentanilo.
En enero de 2024 nació su séptima hija, Gia, producto de su relación con Tiffany Chen.

## Premios y nominaciones
Premios Óscar
| Año  | Categoría              | Película                | Resultado |
| ---- | ---------------------- | ----------------------- | --------- |
| 1975 | Mejor actor de reparto | El padrino II           | Ganador   |
| 1977 | Mejor actor            | Taxi Driver             | Nominado  |
| 1979 | Mejor actor            | The Deer Hunter         | Nominado  |
| 1981 | Mejor actor            | Toro salvaje            | Ganador   |
| 1991 | Mejor actor            | Despertares             | Nominado  |
| 1992 | Mejor actor            | Cape Fear               | Nominado  |
| 2013 | Mejor actor de reparto | Silver Linings Playbook | Nominado  |
| 2020 | Mejor película         | El irlandés             | Nominado  |
| 2024 | Mejor actor de reparto | Los asesinos de la luna | Nominado  |

Premios Globo de Oro
| Año  | Categoría                            | Película                           | Resultado |
| ---- | ------------------------------------ | ---------------------------------- | --------- |
| 1977 | Mejor actor - Drama                  | Taxi Driver                        | Nominado  |
| 1978 | Mejor actor - Comedia o musical      | New York, New York                 | Nominado  |
| 1979 | Mejor actor - Drama                  | The Deer Hunter                    | Nominado  |
| 1981 | Mejor actor - Drama                  | Toro salvaje                       | Ganador   |
| 1989 | Mejor actor - Comedia o musical      | Huida a medianoche                 | Nominado  |
| 1992 | Mejor actor - Drama                  | Cape Fear                          | Nominado  |
| 2000 | Mejor actor - Comedia o musical      | Analyze That                       | Nominado  |
| 2001 | Mejor actor - Comedia o musical      | Meet the Parents                   | Nominado  |
| 2011 | Premio honorífico Cecil B. DeMille   | Premio honorífico Cecil B. DeMille | Ganador   |
| 2018 | Mejor actor de miniserie o telefilme | The Wizard of Lies                 | Nominado  |
| 2024 | Mejor actor de reparto               | Killers of the Flower Moon         | Nominado  |

Premios BAFTA
| Año  | Categoría                                                       | Película                                                        | Resultado |
| ---- | --------------------------------------------------------------- | --------------------------------------------------------------- | --------- |
| 1976 | Mejor estrella emergente                                        | El padrino II                                                   | Nominado  |
| 1977 | Mejor actor                                                     | Taxi Driver                                                     | Nominado  |
| 1980 | Mejor actor                                                     | The Deer Hunter                                                 | Nominado  |
| 1982 | Mejor actor                                                     | Toro salvaje                                                    | Nominado  |
| 1984 | Mejor actor                                                     | El rey de la comedia                                            | Nominado  |
| 1991 | Mejor actor                                                     | Goodfellas                                                      | Nominado  |
| 2009 | Premio Britannia Stanley Kubrick por excelencia en una película | Premio Britannia Stanley Kubrick por excelencia en una película | Ganador   |
| 2020 | Mejor película                                                  | El irlandés                                                     | Nominado  |
| 2024 | Mejor actor de reparto                                          | Killers of the Flower Moon                                      | Nominado  |

Premios SAG
| Año  | Categoría              | Película                   | Resultado |
| ---- | ---------------------- | -------------------------- | --------- |
| 1996 | Mejor reparto          | Marvin's Room              | Nominado  |
| 2012 | Mejor actor de reparto | Silver Linings Playbook    | Nominado  |
| 2012 | Mejor reparto          | Silver Linings Playbook    | Nominado  |
| 2024 | Mejor reparto          | Killers of the Flower Moon | Nominado  |

Festival Internacional de Cine de Venecia
| Año  | Categoría                    | Película               | Resultado |
| ---- | ---------------------------- | ---------------------- | --------- |
| 1981 | Golden Phoenix - Mejor actor | Confesiones verdaderas | Ganador   |
| 1993 | León de Oro a la trayectoria | -                      | Ganador   |

Festival Internacional de Cine de San Sebastián
| Año  | Categoría       | Resultado |
| ---- | --------------- | --------- |
| 2000 | Premio Donostia | Ganador   |

Premios de la Crítica Cinematográfica
| Año  | Categoría                                                            | Película           | Resultado |
| ---- | -------------------------------------------------------------------- | ------------------ | --------- |
| 2017 | Premio de la Crítica Televisiva al mejor actor en película/miniserie | The Wizard of Lies | Nominado  |
| 2020 | Premio de la Crítica Cinematográfica al mejor reparto                | El irlandés        | Ganador   |

National Board of Review
| Año  | Categoría                               | Película     | Resultado |
| ---- | --------------------------------------- | ------------ | --------- |
| 1981 | National Board of Review al mejor actor | Toro salvaje | Ganador   |
| 1991 | National Board of Review al mejor actor | Goodfellas   | Ganador   |